# 완귀비 소초로씨
완귀비 소초로씨(婉貴妃 索綽絡氏, 1836년 2월 29일 ~ 1894년 5월 17일)는 중국 청나라 제9대 황제 함풍제(咸豊帝)의 후궁이다.

## 생애
1852년 함풍제 후궁으로 간택되었으며 함풍제와의 사이에서 자녀는 없었고 1861년 부군 함풍제의 상(喪)을 치렀다. 이후 광서제 치세기에는 청나라 황실 여인의 원로로서 예우를 받다가 1894년 5월 17일을 기하여 사망하였다.

## 같이 보기
- 효정현황후
- 서태후
- 함풍제
- 동치제
- 광서제
- 수장고륜공주